# Chí

Chí — majuskulní i minuskulní varianta

Chí (majuskulní podoba Χ, minuskulní podoba χ, řecký název Χῖ) je dvaadvacáté písmeno řecké abecedy a v řecké číselné soustavě má hodnotu 600.

## Využití
- Χ² rozdělení ve statistice
- značka chemické veličiny elektronegativita

## Reprezentace v počítači
V Unicode je podporováno jak
- majuskulní chí
  - U+03A7 GREEK CAPITAL LETTER CHI
- tak minuskulní chí
  - U+03C7 GREEK SMALL LETTER CHI

V HTML je možné je zapsat pomocí &#935; respektive &#967;. Lze je také zapsat pomocí HTML entit
&Chi; respektive &chi;.
V LaTeXu se pro majuskulní chí používá X z latinky a minuskulní chí se píše příkazem \chi.